# Comuna Calvini, Buzău
Calvini este o comună în județul Buzău, Muntenia, România, formată din satele Bâscenii de Jos, Bâscenii de Sus, Calvini (reședința), Frăsinet și Olari. La recensământul din 2011, populația totală a comunei era de 4.536 de locuitori. La alegerile din 2012, Nicolae Curelea-Nedelcu a fost ales primar al comunei.

## Așezare
Comuna se află în nord-vestul județului, aproape de limita cu județul Prahova, pe cursul inferior al Bâscăi Chiojdului, aproape de vărsarea ei în râul Buzău la Cislău. Comuna este străbătută de șoseaua județeană DJ102B care o leagă spre est de Cislău și DN10 care duce spre Buzău, și spre vest de Vălenii de Munte (județul Prahova) și DN1A care duce la Ploiești. Din satul Bâscenii de Sus, din acest drum se ramifică șoseaua județeană DJ102L care duce spre nord către Cătina și comunele buzoiene și prahovene din subregiunea etnografică a Chiojdului.

## Demografie
Componența etnică a comunei Calvini
     Români (56,62%)
     Romi (36,12%)
     Alte etnii (0%)
     Necunoscută (7,26%)
Componența confesională a comunei Calvini
     Ortodocși (91,59%)
     Alte religii (1,02%)
     Necunoscută (7,39%)
Conform recensământului efectuat în 2021, populația comunei Calvini se ridică la 4.424 de locuitori, în scădere față de recensământul anterior din 2011, când fuseseră înregistrați 4.536 de locuitori. Majoritatea locuitorilor sunt români (56,62%), cu o minoritate de romi (36,12%), iar pentru 7,26% nu se cunoaște apartenența etnică. Din punct de vedere confesional, majoritatea locuitorilor sunt ortodocși (91,59%), iar pentru 7,39% nu se cunoaște apartenența confesională.

## Politică și administrație
Comuna Calvini este administrată de un primar și un consiliu local compus din 13 consilieri. Primarul, Valeriu Bîtu[*], de la Partidul Social Democrat, este în funcție din octombrie 2020. Începând cu alegerile locale din 2024, consiliul local are următoarea componență pe partide politice:
|  | Partid                    | Consilieri | Componența Consiliului | Componența Consiliului | Componența Consiliului | Componența Consiliului | Componența Consiliului | Componența Consiliului | Componența Consiliului | Componența Consiliului |
|  | ------------------------- | ---------- | ---------------------- | ---------------------- | ---------------------- | ---------------------- | ---------------------- | ---------------------- | ---------------------- | ---------------------- |
|  | Partidul Social Democrat  | 8          |                        |                        |                        |                        |                        |                        |                        |                        |
|  | Alianța Dreapta Unită     | 3          |                        |                        |                        |                        |                        |                        |                        |                        |
|  | Partidul Național Liberal | 2          |                        |                        |                        |                        |                        |                        |                        |                        |

## Istorie
Comuna își trage numele de la niște coloniști sași din Ungaria, reformați de confesiune calvină, refugiați din cauza persecuțiilor de acolo, care au fondat satul prin secolul al XVII-lea, după care în timp au fost asimilați cultural de localnici și au devenit moșneni, formând ceata moșnenilor săseni. La sfârșitul secolului al XIX-lea, comuna era arondată plaiului Buzău din județul Buzău, și era formată din satele Calvini, Bâscenii de Jos, Bâscenii de Sus, Frăsinet, Iorgulești, Olari, Slobozia, Valea Seacă, Negotei și Zeletin, totalizând 2370 de locuitori. În comună funcționau 3 biserici (în satele Bâscenii de Jos, Bâscenii de Sus și Calvini) și o școală cu 37 de elevi (din care 6 fete). În 1925, comuna este atestată de Anuarul Socec cu aceeași compoziție, tot în plasa Buzău a aceluiași județ și cu o populație de 3220 de locuitori. În 1931, din comuna Calvini s-a separat comuna Bâscenii de Sus, ea având satele Bâscenii de Sus, Iorgulești, Slobozia, Valea Seacă, Negotei și Zeletin, în vreme ce restul satelor (Calvini, Bâscenii de Jos, Frăsinet și Olari) au rămas la comuna Calvini. Comuna Bâscenii de Sus a avut o existență efemeră, fiind inclusă din nou în comuna Calvini.
În 1950, comuna a fost inclusă în raionul Cislău al regiunii Buzău și apoi (după 1952) al regiunii Ploiești, în timp satele Slobozia și Zeletin trecând la comuna Cătina. În 1968, comuna a fost inclusă în componența actuală în județul Buzău, reînființat.

## Monumente istorice
Patru obiective de pe teritoriul comunei Calvini au fost clasificate în lista monumentelor istorice din județul Buzău ca monumente de interes local. Unul este de tipul „sit arheologic”, o așezare din epoca migrațiilor aflată în punctul „În loturi” din zona satului Calvini. Celelalte sunt monumente de arhitectură: biserica Sfântul Nicolae, datând din 1775; casa Săseanu (1906), ultimele două din satul Bâscenii de Jos; și casa Bocănescu (de la sfârșitul secolului al XIX-lea) din Bâscenii de Sus.